# Opferkerze

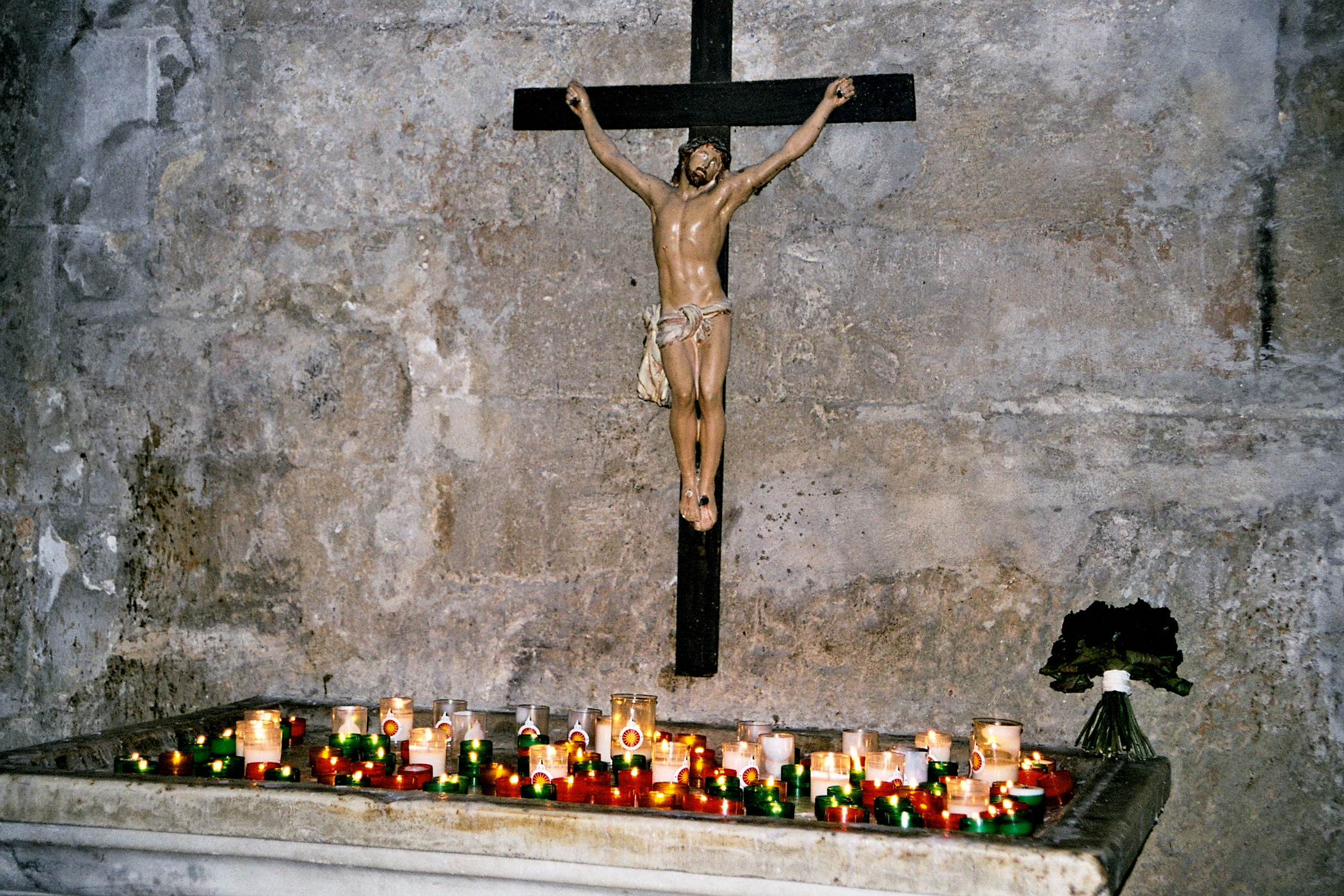
Opferkerzen vor einem Kruzifix in St-Vincent des Baux

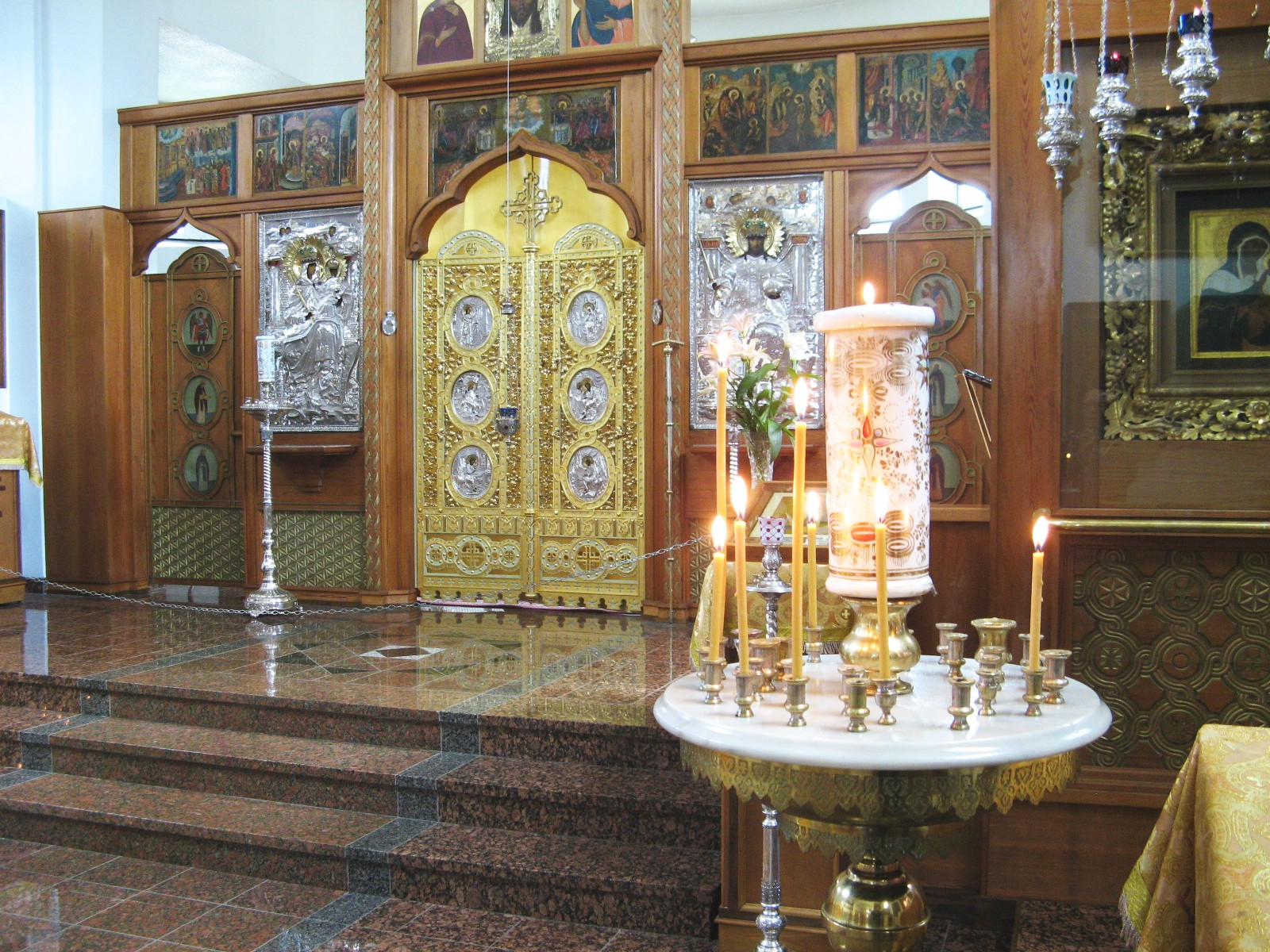
Opferkerzen in der orthodoxen Kirche Valamo

Opferkerze (auch Opferlicht oder Votivkerze, Votivlicht) werden Kerzen genannt, die als sichtbares Zeichen des Gebets, oft in einem besonderen Anliegen, außerhalb der Liturgie in einer Kirche aufgestellt werden.

## Theologischer Hintergrund
Das brennende Licht symbolisiert die Herrlichkeit Gottes, an den das Gebet sich richtet, und zugleich die Verehrung, den Dank und die Bitte, die zu ihm aufsteigen. Vor einem Marien- oder anderen Heiligenbild – in katholischen Kirchen – bedeutet es die Bitte um deren Fürbitte bei Gott. Die Kerze gibt dem Gebet, über die Zeit der Anwesenheit des Beters hinaus, für ihn selbst und andere eine wahrnehmbare Gestalt.
Als vergängliche Votivgabe steht die Opferkerze im Zusammenhang allgemein religiöser Opferbräuche, die im Christentum als Mitvollzug der Selbsthingabe Jesu verstanden werden. Die Votivkerze kann hier als Dankkerze und zur Erfüllung eines Gelübdes (lateinisch votum ‚Schwur, Versprechen‘) verstanden werden, die von Gläubigen aus Dankbarkeit dafür entzündet wird, dass etwas erfüllt wurde, um das er gebetet hat.
Historisch reicht der Brauch der Opferkerzen in frühchristliche Zeit zurück und ist verwandt mit dem des Grablichts.

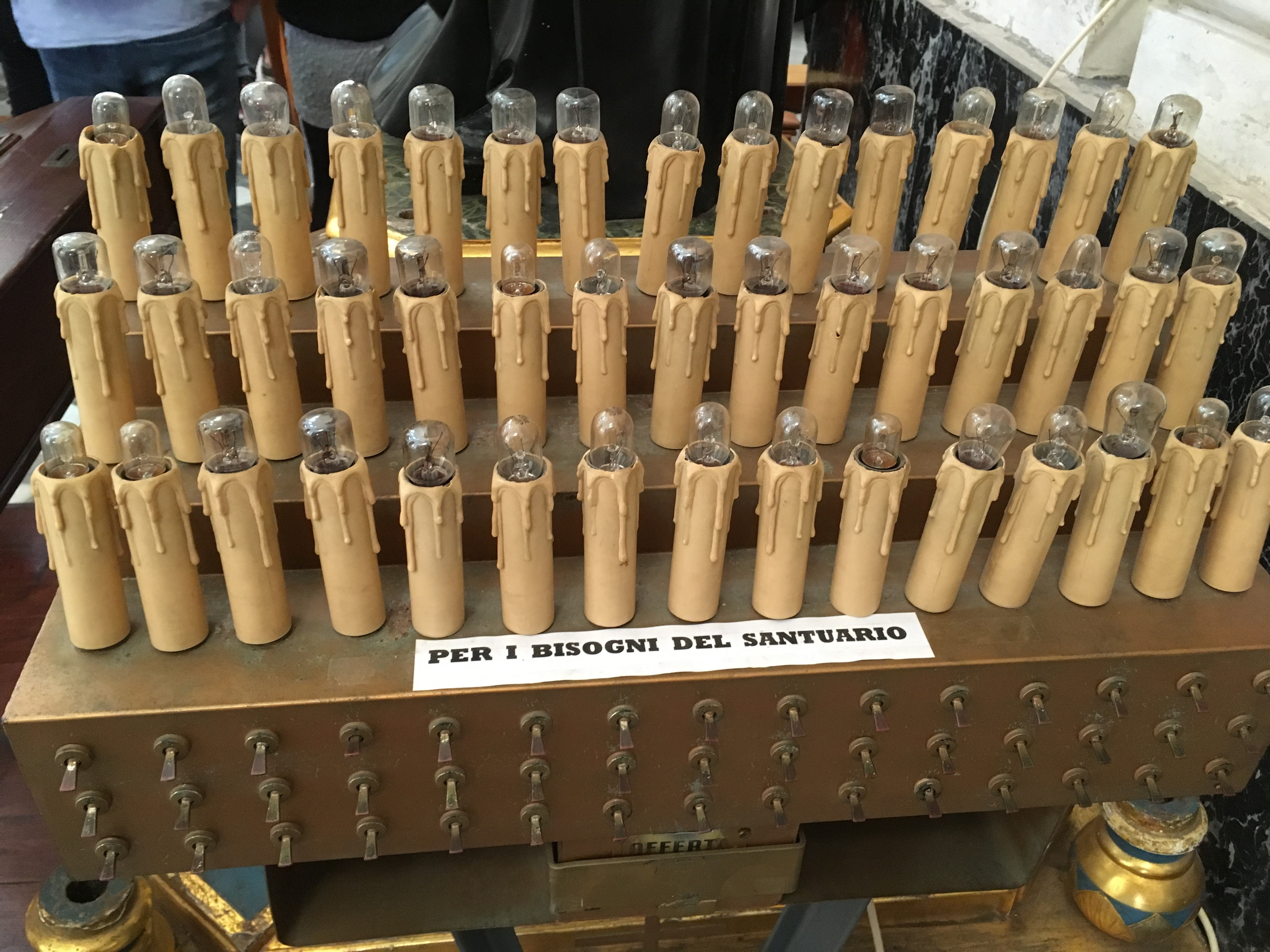
Elektrische Opferkerzen in Catania (Sizilien)

## Gebrauch von Opferlichtern
Katholische, orthodoxe und zunehmend auch evangelische Kirchen haben eigens für Opferlichter (regional auch „Opferlichte“) vorgesehene Kerzenständer oder -leuchter, die zuweilen kunstvoll gestaltet sind, und bieten gegen einen kleinen Geldbetrag Lichter an. Hierbei handelt es sich oft um gewöhnliche Kerzen, in manchen Kirchen werden auch einem Teelicht ähnelnde in einer Hülle aus Kunststoff oder Glas verwendet, daneben gibt es auch äußerlich einer Kerze nachempfundene Öllampen, die mit Lampenöl gefüllt werden und daher wiederverwendbar sind. In orthodoxen Kirchen sind meist dünne, lange Kerzen üblich, die in eine Schale mit Sand gesteckt werden.

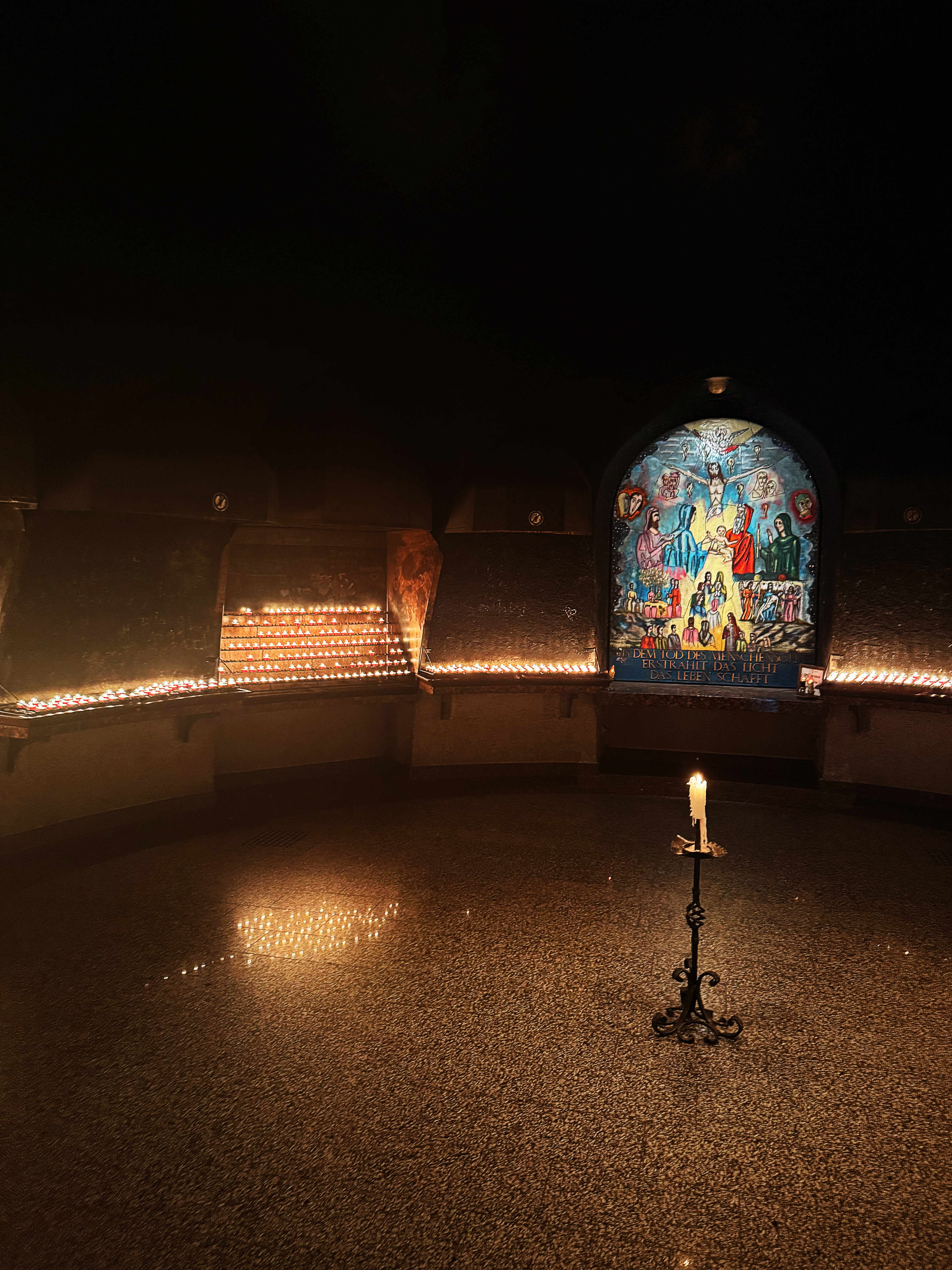
Kerzengrotte in Mariazell

Zahlreiche Opferkerzen, oft auch größere, eigens dafür gestaltete Wallfahrtskerzen, brennen in Wallfahrtskirchen. Aus Sicherheitsgründen ist in den meisten Kirchen das Abstellen von Opferkerzen nur auf den dafür bestimmten Ständern erlaubt, und es dürfen nur die in der Kirche erhältlichen Kerzen benutzt werden. An manchen Wallfahrtsorten, etwa in Kevelaer, in Ars oder in Mariazell, ist das Aufkommen an Opferlichtern so groß, dass aus Feuerschutzgründen, und um Kirchenraum, Kunstwerke und Orgel vor Verschmutzungen durch Ruß zu schützen, besondere Schutzmaßnahmen ergriffen wurden. Es gibt zum Teil eigene Kerzenkapellen (in Mariazell „Kerzengrotte“ genannt), die dann auch in den Ablauf der Pilgerprozessionen einbezogen werden. Mancherorts gibt es Versuche mit elektrischen Opferkerzen, neuerdings auch als LCD-Leuchte und zum Teil in einer Hülle aus Echtwachs. Durch Einwurf von Münzen kann die „Kerze“ eingeschaltet werden und brennt dann, gesteuert von einer Automatik, eine gewisse Zeit.